# Jana Kohnová
Jana Kohnová (* 1942, Tovačov) je česká filosofka, historička a vysokoškolská pedagožka, výrazná osobnost Pražského jara v roce 1968.
Kvůli svým aktivitám v 60. letech – spoluzaložení opoziční studentské skupiny na Filozofické fakultě Univerzity Karlovy a organizaci studentských protestů proti totalitnímu režimu – byla po okupaci Československa vojsky Varšavské smlouvy politicky perzekvována a musela opustit Filozofickou fakultu Univerzity Karlovy.
V 90. letech byla rehabilitována, byla jí nabídnuta pozice na Univerzitě Karlově, profesně se orientovala zejména na další kariérní vzdělávání středoškolských profesorů a stala se dlouholetou ředitelkou Ústavu profesního rozvoje pracovníků ve školství.

## Studium a zákaz činnosti za normalizace
Jana Kohnová vystudovala obory dějepis a český jazyk na Pedagogickém institutu v Olomouci (1960–1964) a obory filosofie a historie na Filosofické fakultě Univerzity Karlovy (1964–1969). Poté byla interní vědeckou aspirantkou na Ústavu sociálních a politologických věd UK (1969) a následně interní vědeckou aspirantkou a odbornou asistentkou na katedře filosofie FF UK. Vedoucím její doktorské práce byl filosof Jan Patočka. V roce 1970 složila doktorskou zkoušku (PhDr.), diplom jí byl předán až o 20 let později po pádu komunistického režimu v roce 1990.
Kvůli svému aktivnímu vystupování a organizaci studentských protestů v 60. letech byla z Karlovy univerzity v 70. letech vyloučena (neprošla prověrkami komunistických funkcionářů) a byla nuceně bez trvalého zaměstnání – vyučovala český jazyk cizince, působila na SOU a v dalších zaměstnáních. Následně se odstěhovala na vesnici u Prahy, věnovala se výchově svých čtyř dětí a vzhledem k politickému pronásledování, které jí znemožňovalo stálé zaměstnání, se starala o zemědělskou soběstačnost rodiny.
V roce 1990 byla po pádu komunistického režimu politicky rehabilitována a byla jí nabídnuta pozice na Pedagogické fakultě Univerzity Karlovy. Její manžel Jiří Holub, před rokem 1989 ve svobodném povolání, byl jmenován československým velvyslancem v Itálii, kam celá rodina počátkem 90. let odcestovala.
Po dlouhých letech, kdy jí byla tehdejším režimem zakázána akademická i pedagogická činnost, působila Jana Kohnová na Pedagogické fakultě Univerzity Karlovy, a v roce 2003 získala doktorský titul z oboru pedagogika (Ph.D.). V letech 2001–2014 byla ředitelkou Ústavu rozvoje školství a postgraduálního studia (dnes Ústav profesního rozvoje pracovníků ve školství).
Mezi její významné práce patří edice dokumentů OSN k lidským právům Člověk a lidská práva v roce 1969, několik monografií zejména z oboru pedagogiky, například Další vzdělávání učitelů a jejich profesní rozvoj či Profesní rozvoj učitelů a cíle školního vzdělávání, rovněž se zasadila o pravidelné vydávání sborníků z Letní školy historie. Byla také dlouholetou aktivní členkou Asociace učitelů dějepisu či České asociace pedagogického výzkumu; dále místopředsedkyní České pedagogické společnosti, členkou legislativní komise Pedagogické fakulty Univerzity Karlovy, členkou komise při Nadaci J. Husa pro udělování ceny Vladimíra Jochmanna učitelům a členkou Akreditační komise pro Další vzdělávání pedagogických pracovníků  Ministerstva školství (DVPP MŠMT).
Jana Kohnová byla organizátorkou Letní školy historie, která se na Pedagogické fakultě Univerzity Karlovy konala každoročně na počátku letních prázdnin od 90. let až do roku 2022. Byla určena pro středoškolské vyučující dějepisu a jako platforma pro setkávání historiků a pedagogů byla mimořádně oblíbenou každoroční událostí. 

## 60. léta
Již roku 1963 zaujala Jana Kohnová jako aktivní studentka na Pedagogickém institutu v Olomouci a vyšel o ní článek „Jana patří do OSN“.
V 60. letech patřila Jana Kohnová k vůdčí skupině studentů Filozofické fakulty, která se snažila prosadit změny a diskusi ve společnosti. Založili opoziční spolek Klikoživ (Klika opozičních živlů), který organizoval studentské recesistické akce, a byli hlavními organizátory proslulého Majálesu, na který jako hlavního hosta pozvali beatnického amerického básníka Allena Ginsberga, představitele hnutí Květinových dětí.
Josef Petráň ve své knize Filozofové dělají revoluci popsal aktivity Klikoživu: „Skupina studentů fakulty, Zdeněk Pinc z oborů divadelní věda – filozofie a sociologie, Vladimír Macura a Alena Pšenčíková z oboru český jazyk a literatura, Jana Kohnová, jež studovala filozofii s historií, Jana Smolanová, posluchačka na oborech filozofie a politická ekonomie, Mikuláš Tomin, Slovák Vojtěch Čelko z oboru historie a další, náležející k členům polorecesistické skupiny Klikoživ (Klika opozičních živlů), měla takové sympatie kolegů, že díky rozsáhlým recesním ‚agitačním trikům‘ počátkem listopadu 1964 zvítězila ve volbách do fakultního výboru ČSM, což považovala státní bezpečnost za věc politicky znepokojivou. V třináctičlenném fakultním výboru ČSM obsadili dvanáct míst zástupci Klikoživu. Předsedou výboru se stal Mikuláš Tomin, prvním místopředsedou Zdeněk Pinc, druhým odborný asistent z katedry obecných dějin Karel Durman, jediný, kdo nepatřil do Klikoživu a figuroval na oficiální kandidátní listině, již schválil fakultní výbor KSČ (z pedagogů vedle odborného asistenta Miroslava Hrocha, který nebyl zvolen). Durman měl pochopení pro ‚opoziční živly‘, ... .“
Jeden ze členů Klikoživu, Vladimír Macura, ve svých vzpomínkách jmenoval některá agitační hesla Klikoživu, která byla rozvěšena po Filozofické fakultě, např. „DĚKANE, DĚKANE, KLIKOŽIV SE TĚ ZASTANE“, „KRÁVA DÁVÁ MLÉKO, KLIKOŽIV NADĚJI“, na toaletách byl vyvěšen slogan „NEŽ ODEJDEŠ NA STOLICI, ODEVZDEJ HLAS OPOZICI“, aj.
Klikoživ (Klika opozičních živlů) patřil k vůdčímu opozičnímu směru v letech 1964–1967, na začátku roku 1968 byl pozměněn na Akademickou radu studentů (ARS). Hlavními zástupci ARSu byli Zdeněk Zbořil, Zdeněk Pinc, Jana Smolanová, Jana Kohnová a Luboš Holeček.
ARS se snažil rozproudit diskusi ve společnosti a zejména propojit dialog mezi akademiky a dělníky a přesvědčit je o nutnosti spolupráce při společenských změnách v 60. letech. Z tohoto důvodu organizoval širší společenské besedy, např. 30. dubna 1968 na fakultě diskusi s pracovníky ministerstva zahraničí, „při níž studenti kritizovali československou politiku vůči západnímu Německu, Izraeli či Nigérii“. Nebo oficiální setkání, které pořádali „radikální představitelé studentského hnutí – mezi nimi z filozofické fakulty Vojtech Čelko, Jana Kohnová, Jana Smolanová a absolvent oboru historie František Morkes – s pracovníky pražských i mimopražských závodů.“ Jednalo se o zaměstnance Motorletu, závodů Mír, SONP Kladno a plzeňské Škodovky. 

## Cesta studentů do západního Berlína v květnu 1968
Po schůzce se zástupci ministerstva zahraničí a kritice zahraniční politiky byla skupina studentů filozofické fakulty pozvána západoberlínským SDS (Sozialistische Deutsche Studentenbund) do západního Berlína – Zdeněk Zbořil, Štěpán Benda, Jana Kohnová, Matylda Brožovská, Milan Hauner. Tato návštěva byla domluvena Rudi Dutschkem během jeho pražského pobytu před jeho postřelením (11. 4. 1968). „Pobývali zde právě v době, kdy se západoněmecká studentská radikální levice nacházela po atentátu na Rudiho Dutschkeho, následných bouřích a po schválení nouzových zákonů v hluboké depresi. Část československých studentů bydlela u předního představitele mírového hnutí profesora Helmuta Gollwitzera, kde se též uskutečnilo i několik diskusních setkání. Rudi Dutschke, který se po atentátu zotavoval z těžkého zranění, přijal v nemocnici Zdeňka Zbořila.“
Jana Kohnová se účastnila a spoluorganizovala mnoho petic a protestních akcí (např. ohledně policejního zásahu při studentských protestech na Strahovských kolejích). Po invazi vojsk varšavské smlouvy byla členkou studentského Centra pro podporu akcí studentů na závodech, „jež mělo získávat podporu stávky zejména mezi dělníky pražských průmyslových podniků. Dalšími členy byli opět Zdeněk Zbořil, Vojtěch Čelko, Lubomír Holeček, dále Jaroslav Suk, odborný asistent Karel Durman a docent Luboš Kohout. 

## 70. léta
Z důvodu organizování protestních akcí v období 60. let i po sovětské okupaci byla Jana Kohnová z Karlovy univerzity vyloučena. Důvodem bylo i vydání publikace Člověk a lidská práva v roce 1969, kde citovala dokumenty OSN o lidských právech – právo každého na svobodu projevu a vyjádření svého přesvědčení. Kniha vyšla v nákladu přes 30.000 výtisků (na obálce knihy je citována Všeobecná deklarace lidských práv, článek 19).
Josef Petráň v knize Filozofové dělají revoluci popisuje likvidaci studentských spolků na počátku normalizace: „[Miroslav] Hladký, děkan Fakulty osvěty a novinářství UK a zároveň vedoucí její katedry televizní žurnalistiky, stvořil pořad [nazvaný „17. listopad a studentská současnost“] vysílaný Československou televizí 15. listopadu 1969, jehož hlavním smyslem bylo odsoudit studentské hnutí z časů pražského jara, které se postavilo proti sovětské okupaci. Konkrétně se zaměřil proti skupině studentů Strojní fakulty ČVUT kolem časopisu Buchar, jmenovitě proti Jiřímu Müllerovi, vyvíjejícímu údajnou ‚podvratnou činnost‘. V pořadu byla kritizována studentská akademická rada [ARS], usilující o ‚rozbití Československého svazu mládeže‘. Kritika je zaostřena na ‚dezorientované a manipulovatelné‘ studenty Vladimíra Anderleho, Luboše Holečka, Jana Kavana, Karla Kovandu a Janu Kohnovou, jejichž opoziční činnost začala už v letech 1965–66 při pražském majálesu. Vytýká jim vydávání ‚tiskovin‘ a pořádání mítinků v Parku kultury a oddechu Julia Fučíka (na Výstavišti v Holešovicích), demonstrace proti sovětské invazi (s ohlasem v Anglii) a zneužití činu Jana Palacha v lednu 1969. [Tento film představoval] paskvil jednoho z hlavních normalizátorů na Univerzitě Karlově a v československé žurnalistice po srpnu 1968, který byl signatářem prohlášení Slovo do vlastních řad v Rudém právu 17. května 1969, v němž se část novinářů veřejně přihlásila k normalizační politice.“
Vzpomínka na vyhazování studentů z univerzity za normalizace se dochovala i v rozhovoru Zdeňka Pince: „Tenkrát jsme soutěžili s Janou Kohnovou, koho [komunističtí funkcionáři z univerzity] vyhodí dřív. Jana byla moje spolužačka z fakulty, později manželka jiného našeho spolužáka a prima člověka Jirky Holuba. Jirka měl takový morální odpor k instituci manželství, že když spolu s Janou začali žít – a žijí spolu dodneška – přesvědčil ji, že bude správné, když si ji nevezme. Později se k tomu přidružilo i to, že jako svobodná matka mohla požívat velké výhody sociálního systému. Kvůli ní byla dokonce změněna i vyhláška. Tehdy matka, pokud byla samoživitelka, měla nárok na mateřskou tři roky od narození dítěte. No a když se Janě narodilo už třetí dítě, následně i čtvrté, tak měla místo zajištěné na mnoho let. Tehdy proto vyšla nová vyhláška, která říkala, že pokud má svobodná matka s jedním partnerem tři děti, už to není svobodná matka. Bylo to vymyšlené přímo na ni. Jana mě o půl roku v simulování porazila, protože ji z fakulty vyhodili teprve až někdy na konci třiasedmdesátého roku.“

## Ocenění
Jana Kohnová byla oceněna pamětní medailí Pedagogické fakulty Univerzity Karlovy v roce 2016.

## Odezva studentského hnutí v akcích a literatuře po pádu komunismu
Konference Praha – Berlín – Paříž 1968: 21.–22. května 1993 se v pražském Karolinu konala mezinárodní konference, organizovaná Milanem Horáčkem, mezi pozvanými řečníky byli např. „legendární Daniel Cohn-Bendit, dnes zástupce starosty Frankfurtu nad Mohanem, vdova po Rudi Dutschkem Gretchen a Joschka Fischer, současný místopředseda hesenské vlády. Sešli se tu Eduard Goldstücker, Jiří Pelikán, A. J. Liehm, Jana Kohnová, Jiřina Šiklová, Petr Pithart, Zdeněk Mlynář, Ivan Dejmal, Karel Kosík, Bernard Poulet, Zdeněk Zbořil, Petr Uhl, Miroslav Tyl, Zdeněk Jičínský, Jiří Kantůrek, dr. Jiří Hájek.“
Konference pro učitele dějepisu: Tenkrát v roce 1968: Národní institut pro další vzdělávání, Praha,16. 10. 2018. Na konferenci vystoupili přední čeští odborníci, PhDr. Milan Bárta, prof. PaedDr. Mgr. Miroslav Vaněk, Ph.D., PhDr. Jana Kohnová, Ph.D., Mgr. Václava Korcová, kteří se zabývali událostmi roku 1968 nejen z hlediska historického, ale především jejich didaktickým uchopením a aplikací ve výuce, včetně využití dostupných metodických materiálů a učebnic. 